# Rose Flanders Bascom
Rose Flanders Bascom, nacida en Contoocook (un pueblo de Hopkinton), condado de Merrimack, Nuevo Hampshire en 1880, actuó en circos a principios del siglo XX, siendo la primera mujer estadounidense domadora de leones.

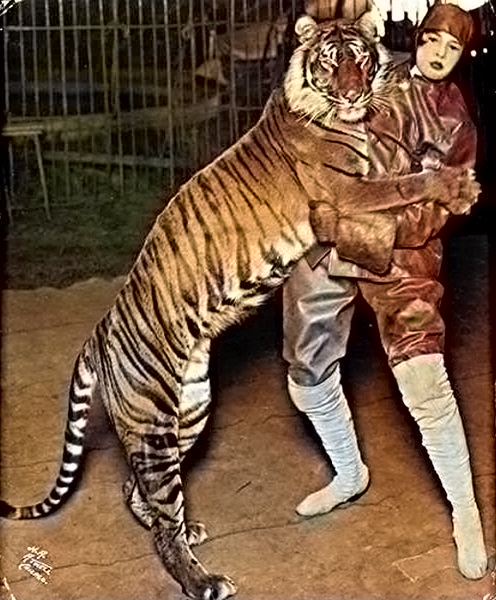
Rose y un tigre de Bali, en el circo Ringling Brothers, fotografía coloreada de 1914.

En 1898 se casó con Alfred Bascom, de ascendencia francocanadiense pero nacido en los Estados Unidos. Alrededor de 1905, Rose se unió a la vida del circo y se convirtió en domadora de leones.
Se informa que fue arañada por un león lo que resultó en una infección que provocó su deceso alrededor del año 1915. La sobrevivieron su esposo y su pequeña hija Agnes.